# Elusa rufescens
Elusa rufescens är en fjärilsart som beskrevs av Alfred Ernest Wileman 1915. Elusa rufescens ingår i släktet Elusa och familjen nattflyn. Inga underarter finns listade i Catalogue of Life.